# 马克维尔
马克维尔（法語：Macqueville，法語發音：[makvil]）是法国滨海夏朗德省的一个市镇，位于该省东部，属于圣让当热利区。

## 地理
马克维尔（45°47'58"N, 0°12'50"W）面积11.21 平方千米，位于法国新阿基坦大区滨海夏朗德省，该省份为法国西部滨海省份，北起旺代省，西临大西洋，南至吉倫特省，东南接多爾多涅省，东北接德塞夫勒省接壤，东临夏朗德省。
与马克维尔接壤的市镇（或旧市镇、城区）包括：库尔比亚克、乌莱特、圣塞韦尔、巴朗、讷维克堡、谢克。

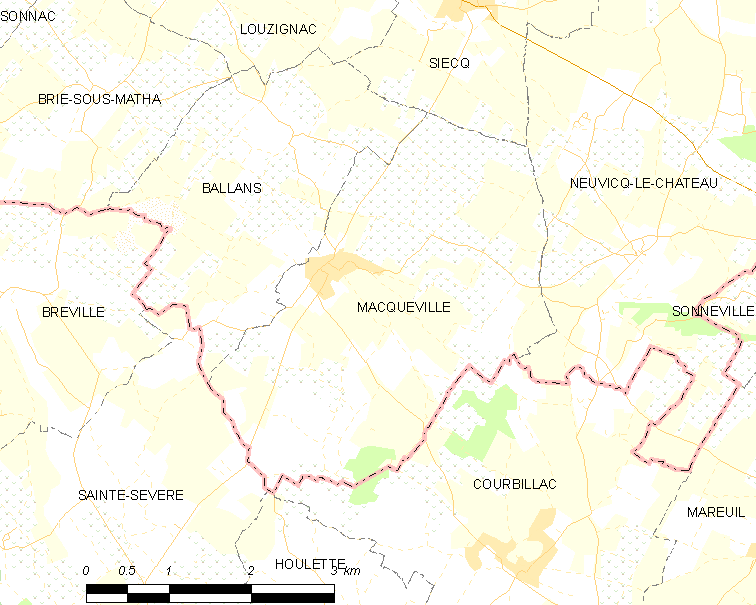
马克维尔的OSM定位图

马克维尔的时区为UTC+01:00、UTC+02:00（夏令时）。

## 行政
马克维尔的邮政编码为17490，INSEE市镇编码为17217。

## 政治
马克维尔所属的省级选区为马塔县。

## 人口

1962-2008年间马克维尔人口变化图示

马克维尔于2022年1月1日时的人口数量为296人。